# Осун-Осогбо
7°45′20.016″ пн. ш. 4°33′7.992″ сх. д. / 7.75556000° пн. ш. 4.55222000° сх. д.
Свяще́нний гай Осу́н-Осогбо́ (англ. Osun-Osogbo Sacred Grove) — священний для народу йоруба гай, що простягається вздовж річки Осун, поблизу міста Осогбо у Нігерії. Містить велику кількість скульптур, святилищ і витворів мистецтва, присвячених богині родючості Осун та іншим божествам йоруба. Один з останніх священних лісів цієї культури, що збереглися. На знак визнання світового значення та культурної цінності, 2005 року його було внесено до Переліку об'єктів Світової спадщини ЮНЕСКО.

## Історія
Гай Осун-Осогбо має загальну площу близько 75 гектарів і розташований на берегах річки Осун, в околиці міста Осогбо, штату Осун Нігерії. Він є священним для народу йоруба і вважається місцем проживання богині родючості Осун. У ньому розміщені палац, сорок святинь, присвячених Осун та іншим божествам йоруба, а також ще дев'ять місць поклоніння на березі річки — всі з'єднані між собою ритуальними стежками. Вважається, що Осун є духовною матір'ю населення міста Осогбо, а священний гай символізує договір, укладений між Ларуйє, засновником поселення, і богинею: захист та процвітання, в обмін на шанування духу лісу та зведення храму на її честь.
До 30—40-х років нашого століття кожне місто народу йоруба мало подібні священні гаї. Але під тиском урбанізації, поширення ісламу та змін у культурі, більшість з них атрофувалися або зникли взагалі. Осун-Осогбо спіткала б аналогічна доля, якби не втручання Сюзанни Венгер — австрійської художниці, яка емігрувала з Європи до Нігерії, де зацікавилася та почала вивчати культуру йоруба, за деякий час побралася з місцевим священиком і стала Верховною жрицею.

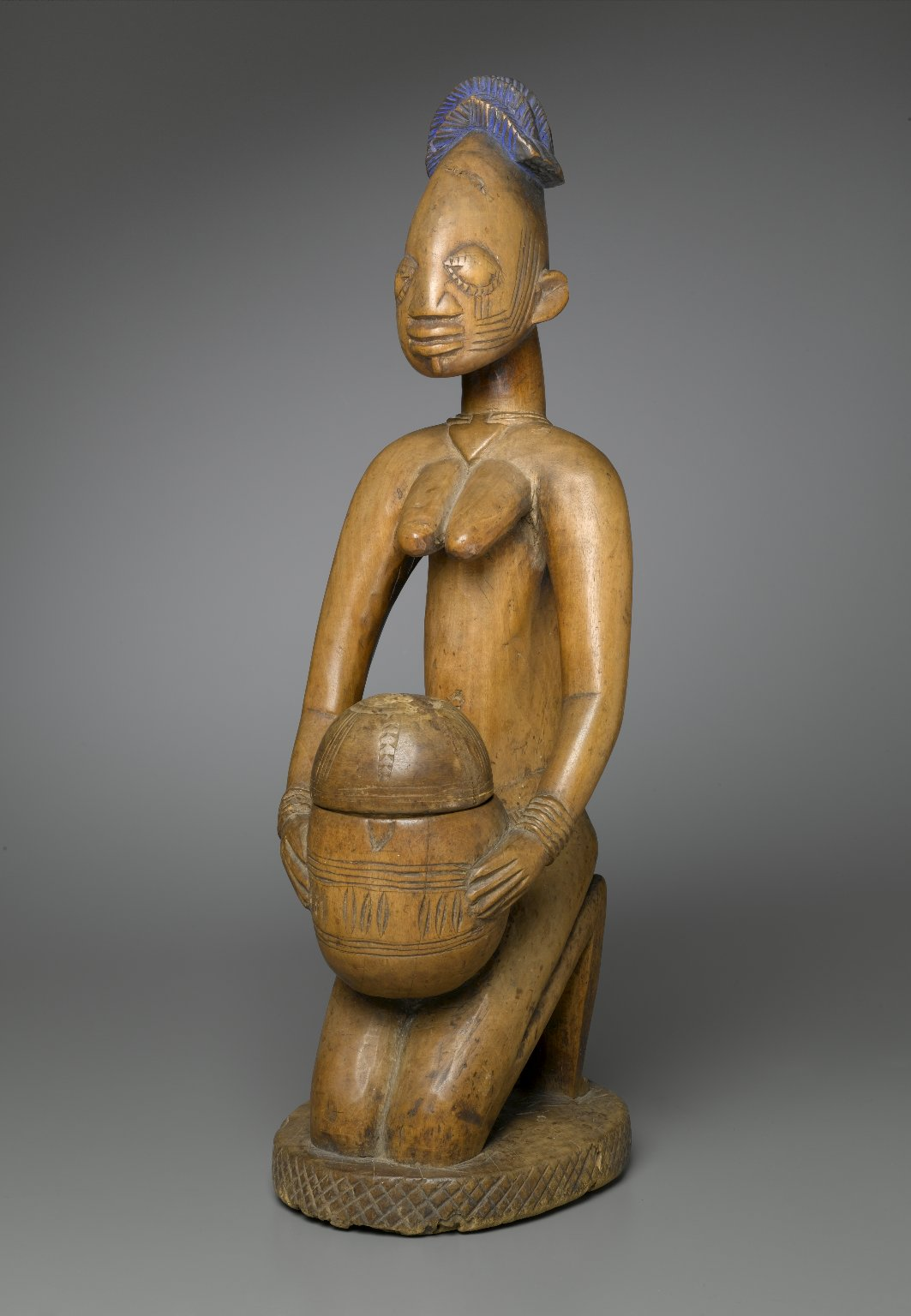
Зразок дерев'яної скульптури з Осогбо

На початку 1950-х років зміни в політичному устрої та релігійних вподобаннях у Нігерії здійснили свій вплив і на Осун-Осогбо: почало нехтуватися проведення традиційних ритуалів та обрядів поклоніння, поступово зменшувалася кількість священиків і послідовників релігії, поширилося мародерство та розкрадання скульптур. Крім того, частину Священого гаю було відведено на потреби сільського господарства: вирубувалися дерева, закладалися плантації тику, стали вільними, заборонені раніше, мисливство та рибальство на його території.
Громадська активістка та прихильниця культури йоруба, Сюзанна Венгер переїхала до Осогбо і, за підтримки місцевої общини, створила рух Нового сакрального мистецтва, метою якого стало повернення втрачених земель, заборона промислів та захист Священного гаю від цілковитого знищення. Залучивши до співпраці й інших митців, Венгер почала поступове відновлення Осун-Осогбо. Всі втрачені скульптури було відновлено, але виконано, на відміну від традиційних — рухомих, дерев'яних і невеликого розміру, — стаціонарними, великими, з цементу та заліза, що мало відлякувати грабіжників і захистити від подальшого розкрадання Священного гаю.
При цьому скульптури, все ж таки, виготовлялися відповідно до міфології йоруба, через консультації з богами, що проводилися за встановленими традиціями. Поступово Осун-Осогбо був відновлений повністю і став символом самоідентифікації для всього народу йоруба, а також візитівкою міста Осогбо. 1965 року частині Священного гаю було присвоєно статус національної пам'ятки, 1992 — всьому об'єкту площею 75 гектарів, у 2005 він увійшов до Світової спадщини ЮНЕСКО. Цілком присвятивши себе Осун-Осогбо, Сюзанна Венгер до останніх днів жила в Нігерії, померла у 2009, у віці 93 років.

## Фестиваль

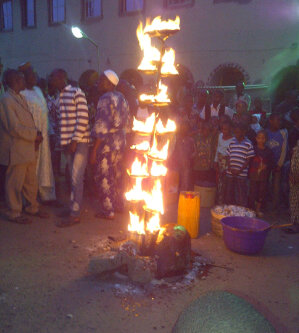
Священний світильник Фестивалю Осун-Осогбо

Відновлений Осун-Осогбо став місцем паломництва та головним сакральним об'єктом для йоруба, зокрема й для представників африканської діаспори. Також, ще з 1370 року, до наших днів збереглася традиція проведення кожного серпня святкувань, що символізують возз'єднання народу зі своїми предками й засновниками Осогбо, покликані викликати духи колишніх королів, а також підтримувати зв'язки з божествами зі Священного гаю. У теперішній час заходи отримали назву «Фестиваль Осун-Осогбо», на який, окрім етнічних йоруба, приїздять численні туристи.
Фестиваль триває дванадцять днів і розпочинається традиційним духовним очищенням міста під назвою Ійвопопо (йоруба Ìwòpòpò). Потім, за три дні, урочисто запалюється 500-річний світильник, що має 16 ламп і називається Олоджумеріндінлоган (йоруба Olójúmérìndínlógún). Ще за чотири дні відбувається Айборіейд (йоруба Ìboríadé) — зібрання всіх колишніх правителів для здійснення благословення. Завершується фестиваль святковою ходою всього народу до Священного гаю, на чолі зі священиками й жрецями: з піснями, танцями і у супроводі барабанщиків.

## Наукове значення
Окрім культурного й історичного, Священний гай Осун-Осогбо має також наукове та освітнє значення. Завдяки своєму багатому тваринному та рослинному світові, він став місцем проведення різноманітних досліджень і спостережень. Його густі лісові насадження є одними з останніх вцілілих високих лісів на півдні Нігерії, рослинний світ налічує понад 400 різних видів, з яких близько двохсот використовуються з лікувальною метою.

## Галерея

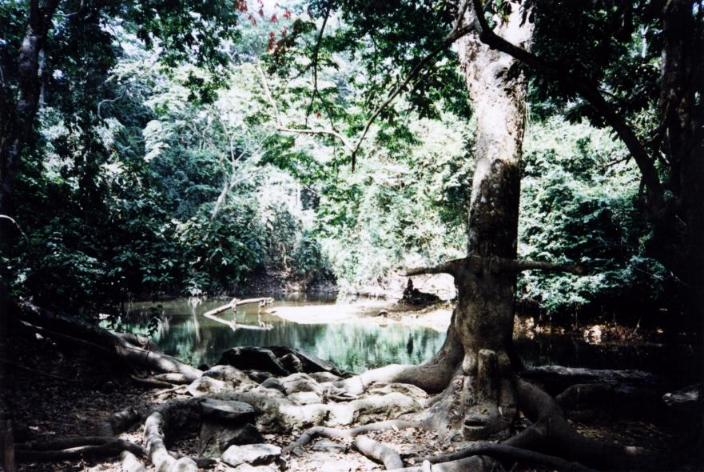
Річка Осун
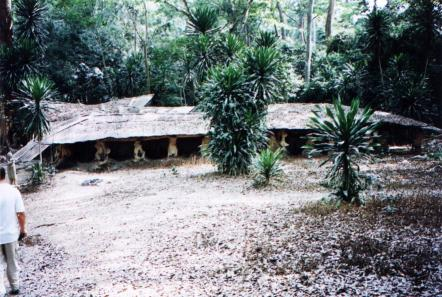
Будівлі на території Священного гаю
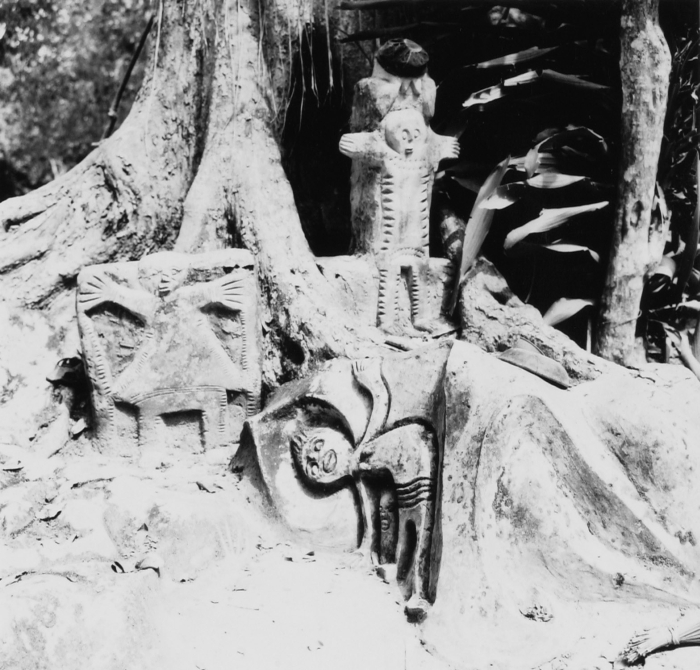
Скульптури в Священному гаю
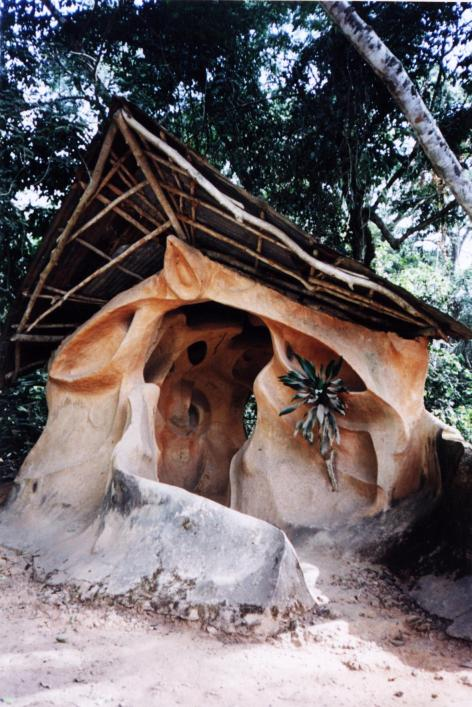
Одне із святилищ в Осун-Осогбо
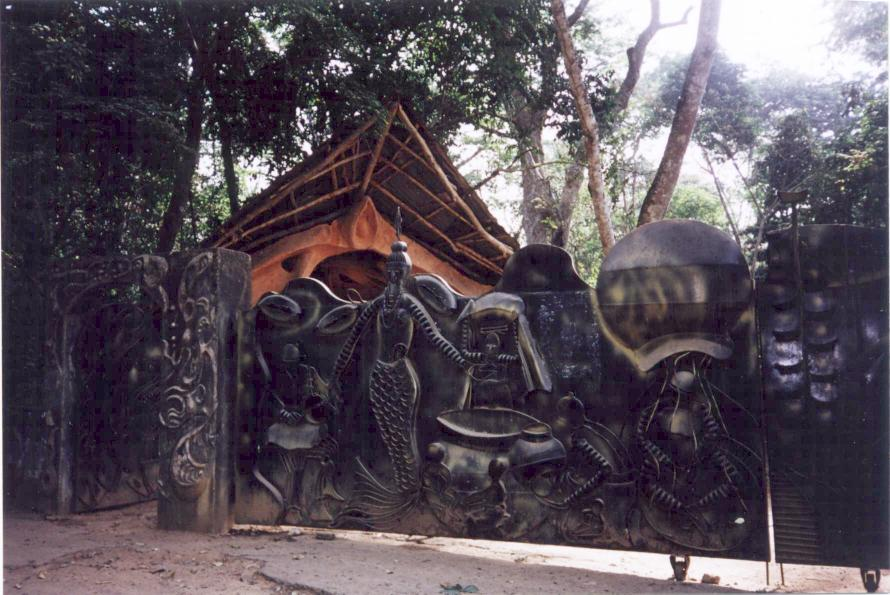
Храм богині Осун
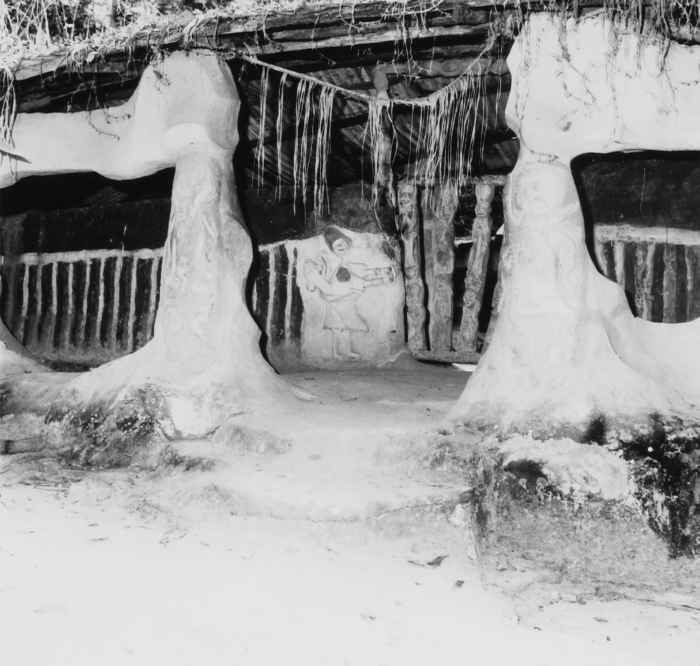
Вхід до храму богині Осун
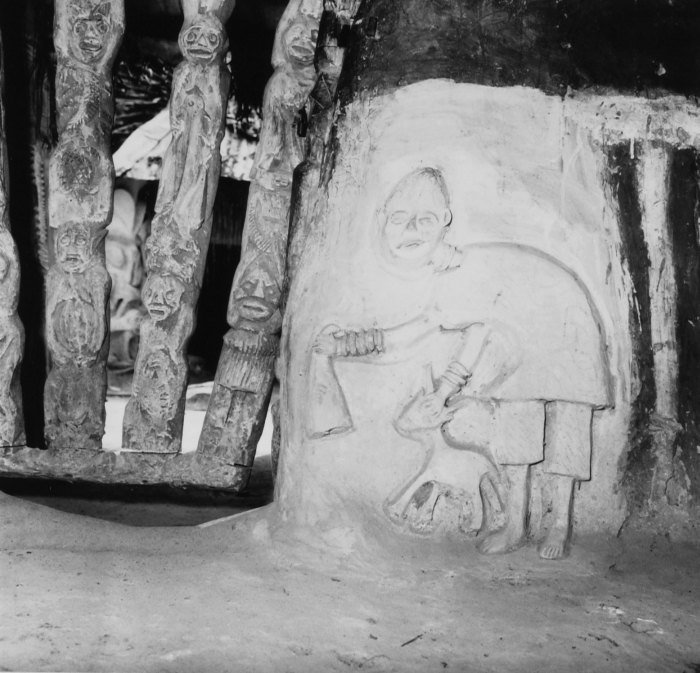
Барельєф на вході до храму богині Осун
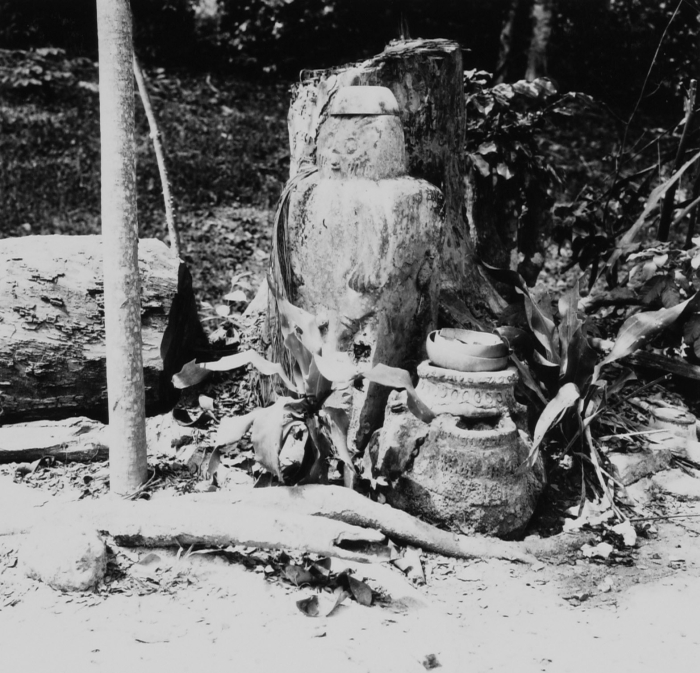
Скульптура божества в Осун-Осогбо